# Sabir Ağabəyov
Sabir Məmməd oğlu Ağabəyov ist ein aserbaidschanischer Diplomat.

## Diplomatische Laufbahn
Ağabəyov wurde vom Präsidenten der Republik Aserbaidschan am 14. Juni 2006 zum außerordentlichen und bevollmächtigten Botschafter der Republik Aserbaidschan im Königreich Marokko ernannt.
Am 2. Februar 2007 wurde die Akkreditierung, mit Sitz in Rabat in Marokko, auf die Republik Tunesien, und am 22. Februar 2007 auf die Islamischen Republik Mauretanien am 4. Juni 2007 auf die Republik Senegal, und der Republik Mali am 20. August 2007, der Republik Gambia am 10. Juli 2008, auf der Republik Portugal am 19. November 2008, erweitert. Er blieb in diesen Positionen und wurde vom Präsidenten der Republik Aserbaidschan vom 4. Juli 2011 zum Ständigen Vertreter der Republik Aserbaidschan bei der Islamischen Organisation für Bildung, Wissenschaft und Kultur (ISESCO) ernannt und am 25. September 2012 von dieser Position abberufen.
Sabir Aghabeyov wurde mit Präsidialerlass vom 13. Juli 2012 vom Amt des außerordentlichen und bevollmächtigten Botschafters der Republik Aserbaidschan in Marokko, Tunesien, Mauretanien, Senegal, Mali, Gambia und Portugal abberufen. Durch einen anderen unterzeichneten Befehl wurde er zum außerordentlichen und bevollmächtigten Botschafter der Republik Aserbaidschan im Haschemitischen Königreich Jordanien ernannt.